# West Salem (Ohio)
West Salem è un villaggio degli Stati Uniti d'America, situato nello stato dell'Ohio, nella contea di Wayne.